# 졸탄 사보
졸탄 사보(Золтан Сабо, Szabó Zoltán)는 세르비아의 축구 선수·감독이다. 헝가리 국적도 가지고 있다.
2000년까지 세르비아 리그에서 활동했다. 2000년 수원 삼성 블루윙스에 입단하여 졸리라는 이름으로 활동했으며 두 차례 리그컵과 AFC 우승을 함께 했다. 이후 아비스파 후쿠오카를 거쳐 유럽으로 돌아가 헝가리와 세르비아 리그에서 활동했다. 은퇴한 뒤에는 감독을 하였다.
2020년 코로나19로 사망하였다.